# 裸頭馬氏鰭電鰻
裸頭馬氏鰭電鰻，為輻鰭魚綱電鰻目線翎電鰻科的其中一種，為熱帶淡水魚，分布於南美洲亞馬遜河流域，體長可達22.6公分，棲息在流動快速且較深的溪流底中層水域，生活習性不明。

## 扩展阅读
維基物種上的相關：裸頭馬氏鰭電鰻